# Hélio Mosimann
Hélio de Melo Mosimann ComMM (Lages, 18 de outubro de 1936) é um jurista brasileiro.
Formado em direito na Universidade Federal de Santa Catarina, tornou-se juiz do Tribunal de Justiça de Santa Catarina em 1964. Em 1990 foi o escolhido pelo presidente Fernando Collor de Melo para ocupar o cargo de ministro do Superior Tribunal de Justiça, sendo empossado em 9 de agosto de 1990; ali desempenhou suas funções até 3 de agosto de 2001, quando se aposentou. Atualmente exerce a advocacia e é sócio do escritório Mosimann, Horn & Advogados, com sede em Florianópolis.
Em 1992, como ministro do STJ, Mosimann foi admitido por Collor à Ordem do Mérito Militar no grau de Comendador especial.